# جزه (خفر)
جزه ، روستایی از توابع بخش مرکزی شهرستان خفر در استان فارس ایران است.
این روستا به مردمانی شجاع در شهرستان خفر معروف است.
مردمان جزه ایی دارای پیشینه تاریخی متمدن می‌باشند به نحوی که آثار تاریخی بجا مانده در این روستا مثل بقعه شیخ خلیفه و مسجد بار بندی که گفته می‌شود ساخته مرحوم کربلایی غلامحسین ابن محمد صادق می‌باشد از بناهای بجا مانده از تاریخ پر رمز و راز این مرز و بوم است.
گفته می‌شود در زمانهای بسیار دور از اطراف و اکناف دهستان خفر جهت خواندن نامه‌ها و دستنوشته‌ها به علمای این روستا مراجعه می‌شده است.

## جمعیت
این روستا در دهستان خفر قرار دارد و براساس سرشماری مرکز آمار ایران در سال ۱۳۸۵، جمعیت آن ۱٬۶۲۰ نفر (۴۴۷خانوار) بوده‌است.